# Zhenlai (häradshuvudort i Kina)
Zhenlai (kinesiska: Ch’a-kan-shao, Ch’a-kan-nao, 镇赉) är en häradshuvudort i Kina. Den ligger i provinsen Jilin, i den nordöstra delen av landet, omkring 260 kilometer nordväst om provinshuvudstaden Changchun.
Runt Zhenlai är det ganska tätbefolkat, med 96 invånare per kvadratkilometer. Det finns inga andra samhällen i närheten. Trakten runt Zhenlai består till största delen av jordbruksmark.
Genomsnittlig årsnederbörd är 557 millimeter. Den regnigaste månaden är juli, med i genomsnitt 158 mm nederbörd, och den torraste är januari, med 5 mm nederbörd.